# Тайфер (горный массив)
Массив Тайфер (фр. Massif du Taillefer) — горный массив на Юго-Востоке Франции, часть Дофинуазских Альп.

## Расположение
Массив располагается на территории департамента Изер к востоку от городков Визиль и Ла-Мюр, и к западу от Ле-Бур-д'Уазана. Сложенный из кристаллических пород, Тайфер является южным продолжением горообразующей складчатости массивов Альвар и Бельдон, от которых отделяется крутым каньоном, разновидностью геологического разлома, на дне которого протекает Романш, и примыкает на крайней западной оконечности к массиву Пельву, горной цепи Мюзель, с которой соединяется Орнонским перевалом.
Северная граница массива проходит по долине Романша, горлу Ливе-э-Гаве, в направлении с юго-запада на северо-восток от Визильской переправы (Ле-Пеаж-де-Визиль) до Больших песков (Grandes Sables). Восточная граница также идет по долине Романша, равнине Ле-Бур-д'Уазана, от Песков до Ла-Пота, долиной Линьяры, через Орнонский перевал и Мальсанской долиной до Антрега. С юга массив ограничен долиной Бонны, от Антрега до моста Понт-О в Ла-Мюре. Западной границей служит плато Матезин, от Ла-Мюра до Лафре, и ручей Лафре, вытекающий из одноименных озер. По форме массив представляет собой неправильную трапецию, удлинённую в направлении с севера на юг.

## Орография
Тайфер, подобно Бельдону, состоит из двух параллельно расположенных горных цепей, разделенных долиной речки Руазонны: 1) цепи Табор на западе и 2) цепи Тайфер и Ларме (Тайфер и Лавальдан) на востоке.
1. Цепь Табор с севера на юг с высотой Гран-Сер (2140 м.), высотой 2044 м., перевалом Фонтен-Фруад, скалами Орей-дю-Лу («Волчье Ухо») и Табор (2586 м.), с протяженностью от 12 до 15 км по прямой.
2) Цепь Тайфер и Ларме (Тайфер и Лавальдан) делится на три основные группы:
А) Гран-Гальбер (Grand-Galbert) с вершинами Корцийон (2494 м.), Гран-Гальбер (2565 м.), Шальвин (2545 м.), высотой 2190 м., перевалом Бюф (ок. 2000 м.)
Б) Собственно Тайфер: Сер-Монгоди, высота 2042 м., Тайфер (2857 м.) и Пирамида (2838 м.), Ме (2561 м.), перевал Кло-Бомон (ок. 2000 м.)
В) Ларме и Куаро (Лавальданская цепь): перевал Шантлув (1811 м.), Пуэнт-де-Ларме (2785 м.), скалы Пан, высота 2698 м., Розьерский отрог, Роше-дю-Лак (Озерная скала), Роше-дю-Гран-Гласье, Роше-дю-Валлон, Роше-де-л'Эшине, Куаро (2610 м.), Гран-Румо (2092 м.), Сомме-де-л'Этилье (2202 м.), Тет-де-Шаланбель, с протяженностью в 24 км. по прямой линии.
Эта система продолжается на востоке незначительными отрогами. От склона Гран-Гальбера отделяется зубчатый гребень с высотой 1998 м. и вершиной Круа-дю-Фор (1612 м.), и расположенный к нему под углом более южный отрог с высотой 2042 м., перевалами Перре и Кло-Раймон (1410 м.), эти последние отделяют земли Уля на севере от Орнона на юге; Роше-де-л'Эшине дает в направлении Перье небольшой боковой уступ высотой 1951 м., а Сомме-де-л'Этилье продолжается в сторону Антрега скалой в 1386 м.
Важнейшие западные ответвления:
А) От Шальвинской вершины отделяется продолжение в виде хребта, господствующего над Романшской долиной и подпирающего травянистое плато, усеянное мелкими озерами и отделяющее Гран-Гальберские горы от собственно Тайфера. Там находится Барьерная высота (2283 м.) и ее контрфорс (2242 м.), затем серия выступов (1850, 1528,
1665 м.), продолжающихся до Ла-Морты, образуя террасу Ле-Пурсолле.
Б) Двойная гора Пирамида-Тайфер дает начало короткой горной цепи, с орографической точки зрения примечательной своим  рельефом. Там находятся Тайферский перевал (2750 м.), Тайферская высота, или Бревет (2861 м.), затем разветвление в форме гусиной лапки на острые гребни Ле-Сальер (2226 м.), Бруфье (2576 м.) и Эме. Бруфье доходит до перевала Мулен-Вьё, тем самым стыкуя эту горную систему с Таборской цепью.
В) От точки, расположенной немного севернее Пуэнт-де-Ларме, к северу отходит ветвь, соединяющаяся с крайней южной оконечностью гребня Эме, образуя горный амфитеатр долины Вонуара. Там представляют интерес перевал Комб-Оршьер и высоты 2059 и 1750 м.
Г) Куаро ниже Ла-Валетты и Ори дает крутые уступы с высотами в 2549, 1865 м., перевалом План-Колле (1350 м.), высотой Руссийон (1606 м.) и ниже Вальбонне вершиной Каваль.

## Гидрография
В конце XIX века в Тайферском массиве формировались ледники, один к северу от Тайферского перевала, два других на северном склоне Пуэнт-де-Ларме.
Множество мелких озер, большей частью расположенных между Гран-Гальбером и его западными уступами, на севере, и в собственно Тайфере, на юге. Наиболее известные озера этой группы: Фуршю, Ла-Ваш, Кюлассон, Пюне и Ле-Пурсолле. На краях Тайфера примечательны озера Эме и Правуре.
Горные потоки, сходящие с внешних склонов массива, коротки и не представляют большого значения. На севере они впадают в Романш, на востоке в Линьяру (Орнонская долина) и Мальсанну (долина Ле-Перье), на юге спускаются в долину Бонны (Вальбонне), на западе дают рождение Жонше, притоку Матезины.
Между параллельными горными цепями Табора и Лавальдана, закрытыми с севера собственно Тайфером, соединяются потоки, сходящие с внутренних склонов в Лавальданскую долину. В горном амфитеатре, образованном вершинами Тайфера и Пуэнт-де-Ларме, и ограниченном острыми гребнями Ме, Кло-Бомона и Шантлува, формируется течение Вонуара, который вскоре пополняется ручьем Эме, ниже Мулен-Вьё соединяется с ручьем, текущим с этого перевала, берет имя Руазонны, целиком проходит Лавальданскую долину, проходит между Ла-Валеттой и Ори, и через глубокие ущелья устремляется к Бонне, в которую впадает неподалеку от моста Понт-О.

## Население и природные ресурсы
Крупнейшие населенные пункты данного района — расположенные по краям массива Визиль, Ла-Мюр и Ле-Бур-д’Уазан. К ним можно добавить находящиеся у внешних склонов Лафре, Шолонж, Виллар-Сен-Кристоф, Пьер-Шатель, Сент-Оноре, Нант-ан-Ратье, Вальбонне, Антрег, Ле-Перье и Орнон. На северной террасе расположена Ла-Морт, где еще в XIX веке туристическое общество Дофине устроило шале — промежуточный пункт для восхождения на Тайфер, и в окрестностях которого различные охотничьи организации создали свои временные базы.
Лавальденская долина покрыта лесом, преимущественно пихтовым, также как и склоны Тайфера и Гран-Гальберских гор. Террасы озер Ле-Пурсолле представляют собой луга, использующиеся для выпаса крупного рогатого скота, выше расположены овечьи пастбища.
Массив Тайфер большей частью сложен сланцевыми породами и хлоритами, он богат различными минералами, разработка которых затруднена из-за сложного рельефа. С давних пор в этих горах известны рудные жилы свинцового блеска, и одна из них разрабатывалась в Бруфье, в месте, где разрыв меловой лиесовой породы открыл доступ к сланцам.
На склонах массива водились многочисленные серны, привлекавшие множество охотников в эти богатые дичью места. Тайфер является местом обитания орла-ягнятника и бородача, в конце XIX века на пастбищах еще было много сурков, а в скалах обитали белые куропатки (лагопеды), которых местное население на дофинуазском патуа называло жалабрами.
На территории массива частично расположен Национальный парк Экрен.
Волки, проникшие в 1998 году в Изер через горные перевалы с итальянской территории, к 2006 году освоили Тайфер, как и соседние горные массивы Бельдон, Гранд-Рус, Уазан, Триев, Веркор, Шартрёз.
Альпинизм начал развиваться в конце XIX века. На Тайфер, с вершины которого открывается замечательная панорама на все стороны света, люди поднимались задолго до этого, также как на Гран-Гальберские горы, но острые пики Лавальданской цепи долго оставались неприступными. На высшую точку этой гряды гору Пуэнт-де-Ларме впервые поднялись 1 ноября 1897 гренобльские туристы Шабер и Ришар.